# Matt Targett
Matthew Robert Targett (* 18. září 1995 Eastleigh) je profesionální fotbalista, který hraje na pozici levého obránce za anglický klub Newcastle United FC. Je také bývalým anglickým a skotským mládežnickým reprezentantem.

## Klubová kariéra
Targett je odchovancem Southamptonu, v jehož dresu vyhrál v roce 2015 ocenění pro nejlepšího mladého hráče klubu. V roce 2015 se prosadil do základní sestavy klubu, po půlročním hostování ve Fulhamu, se kterým v roce 2018 postoupil do Premier League, odehrál Targett ještě rok v dresu Saints před odchodem do Aston Villy. V roce 2022 se přesunul do Newcastlu United.

## Statistiky
K 19. srpnu 2022
| Klub                     | Sezóna  | Liga           | Liga   | Liga | FA Cup | FA Cup | EFL Cup | EFL Cup | Evropské poháry | Evropské poháry | Celkem | Celkem |
| Klub                     | Sezóna  | Liga           | Zápasy | Góly | Zápasy | Góly   | Zápasy  | Góly    | Zápasy          | Góly            | Zápasy | Góly   |
| ------------------------ | ------- | -------------- | ------ | ---- | ------ | ------ | ------- | ------- | --------------- | --------------- | ------ | ------ |
| Southampton              | 2013/14 | Premier League | 0      | 0    | 0      | 0      | 0       | 0       | —               | —               | 0      | 0      |
| Southampton              | 2014/15 | Premier League | 6      | 0    | 2      | 0      | 4       | 0       | —               | —               | 12     | 0      |
| Southampton              | 2015/16 | Premier League | 14     | 0    | 1      | 0      | 2       | 0       | 3               | 0               | 20     | 0      |
| Southampton              | 2016/17 | Premier League | 5      | 0    | 0      | 0      | 1       | 0       | 2               | 0               | 8      | 0      |
| Southampton              | 2017/18 | Premier League | 2      | 0    | 0      | 0      | 0       | 0       | —               | —               | 2      | 0      |
| Southampton              | 2018/19 | Premier League | 16     | 1    | 2      | 0      | 3       | 0       | —               | —               | 21     | 1      |
| Southampton              | Celkem  | Celkem         | 43     | 1    | 5      | 0      | 10      | 0       | 5               | 0               | 63     | 1      |
| Fulham (host.)           | 2017/18 | Championship   | 21     | 1    | —      | —      | —       | —       | —               | —               | 21     | 1      |
| Aston Villa              | 2019/20 | Premier League | 28     | 1    | 0      | 0      | 4       | 1       | —               | —               | 32     | 2      |
| Aston Villa              | 2020/21 | Premier League | 38     | 0    | 0      | 0      | 0       | 0       | —               | —               | 38     | 0      |
| Aston Villa              | 2021/22 | Premier League | 17     | 1    | 1      | 0      | 1       | 0       | —               | —               | 19     | 1      |
| Aston Villa              | Celkem  | Celkem         | 83     | 2    | 1      | 0      | 5       | 1       | —               | —               | 89     | 3      |
| Newcastle United (host.) | 2021/22 | Premier League | 16     | 0    | —      | —      | —       | —       | —               | —               | 16     | 0      |
| Newcastle United         | 2022/23 | Premier League | 1      | 0    | 0      | 0      | 0       | 0       | —               | —               | 1      | 0      |
| Newcastle United         | Celkem  | Celkem         | 17     | 0    | 0      | 0      | 0       | 0       | —               | —               | 17     | 0      |
| Celkem                   | Celkem  | Celkem         | 164    | 4    | 6      | 0      | 15      | 1       | 5               | 0               | 190    | 5      |

## Ocenění

### Klubová

#### Aston Villa
- EFL Cup: 2019/20 (druhé místo)[9]

### Reprezentační

#### Anglie U21
- Tournoi de Toulon: 2016[10]

### Individuální
- Hráč sezóny Aston Villy: 2020/21[11]